# Grabarak
 Grabarak  falu Horvátországban Zágráb megyében. Közigazgatásilag Jasztrebarszkához tartozik.

## Fekvése
Zágrábtól 32 km-re délnyugatra, községközpontjától 10 km-re északnyugatra a Plešivica-hegység egyik magaslatán fekszik.

## Története
A falunak 1857-ben 56, 1910-ben 39 lakosa volt. Trianon előtt Zágráb vármegye Jaskai járásához tartozott. 1991-ben még 6 állandó lakosa volt. Mára nem maradt állandó lakossága, csak néhány hétvégi ház áll itt. 

## Lakosság
| Lakosság változása | Lakosság változása | Lakosság változása | Lakosság változása | Lakosság változása | Lakosság változása | Lakosság változása | Lakosság változása | Lakosság változása | Lakosság változása | Lakosság változása | Lakosság változása | Lakosság változása | Lakosság változása | Lakosság változása |
| ------------------ | ------------------ | ------------------ | ------------------ | ------------------ | ------------------ | ------------------ | ------------------ | ------------------ | ------------------ | ------------------ | ------------------ | ------------------ | ------------------ | ------------------ |
| 1857               | 1869               | 1880               | 1890               | 1900               | 1910               | 1921               | 1931               | 1948               | 1953               | 1961               | 1971               | 1981               | 1991               | 2001               |
| 56                 | 47                 | 37                 | 57                 | 43                 | 39                 | 36                 | 37                 | 38                 | 37                 | 26                 | 11                 | 0                  | 6                  | 0                  |

## Külső hivatkozások
- Jasztrebaszka város hivatalos oldala
- Sveta Jana weboldala